# Erica Dasher
Erica Dasher (* 11. Oktober 1985 in Houston, Texas) ist eine US-amerikanische Schauspielerin, bekannt durch ihre Hauptrolle der Jane Quimby in der Fernsehserie Jane by Design.

## Leben und Karriere
Erica Dasher wurde im Oktober 1985 in Houston im US-Bundesstaat Texas geboren. Dort besuchte sie zunächst die Village School im Westen der Stadt, bevor sie an die Westside High School kam, wo sie 2004 ihren Abschluss machte. Danach studierte sie an der University of Southern California Theater mit der Absicht Filmemacherin oder Produzentin zu werden. 2008 war sie als Produktionsassistentin beim Film Reservations beteiligt. Während ihrer einjährigen Studienpause produzierte sie zusammen mit ihrem Freund Sammi Kriegstien die Dokumentation Speak Easy. 2009 war sie ebenfalls ein Besetzungsmitglied der The-WB-Webserie The Lake. Es folgte einen Gastauftritt in einer Episode der Serie Vicariously sowie eine Rolle im Kurzfilm Chicken on a Pizza.
Ihre bisher größte Rolle ist eine Hauptrolle in der ABC-Family-Serie Jane by Design. Dort drin spielt sie Jane Quimby, die sich durch ein Missverständnis im Job einer Assistentin einer erfolgreichen Designerin wiederfindet. Bevor sie jedoch diese Rolle bekam, brach sie sich ihren Knöchel und musste so bei einigen Szenen der Pilotfolge durch ein Double ersetzt werden.

## Filmografie (Auswahl)
- 2009: The Lake (Webserie)
- 2009: Vicariously (Fernsehserie)
- 2010: Chicken on a Pizza (Kurzfilm)
- 2012: Jane by Design (Fernsehserie, 18 Episoden)
- 2013: CSI: Vegas (CSI: Crime Scene Investigation, Fernsehserie, Episode 13x21)
- 2014: Era Apocrypha (Kurzfilm)
- 2015: Navy CIS: New Orleans (NCIS: New Orleans, Fernsehserie, Episode 2x11)
- 2016: Dating Daisy
- 2016: Guidance (Fernsehserie, 10 Episoden)
- 2017: The Body Tree
- 2018: Timeless (Fernsehserie, Episode 2x07)
- 2019: Something Round (Kurzfilm)
- 2024: Saint Clare
- 2025: Ransom Canyon (Fernsehserie, Episode 1x10)